# تشارلي مابز
تشارلي مابز (بالإنجليزية: Charlie Mapes)‏ هو لاعب كرة قدم بريطاني في مركز الوسط، ولد في 4 يوليو 1982 في West Hampstead ‏ في المملكة المتحدة. لعب مع كانفي آيلاند ونادي غرينوك مورتون ونادي كرولي تاون وويكمب وندررز.

## وصلات خارجية
- تشارلي مابز على موقع قاعدة بيانات كرة القدم.إي يو (الإنجليزية)
- تشارلي مابز على موقع Soccerbase.com (لاعب) (الإنجليزية)